# 嘉定话
嘉定话是吴语的一种次方言。分布地域在明代嘉定县地域及其周边，包括今上海市嘉定区大部、宝山区大部、青浦区小部，以及江苏省太仓市南部部分地区和昆山市小部。
今天的嘉定话受到上海话与普通话的双重冲击，语音、词汇上的变化，尤其是年轻人语音、词汇上的变化相当巨大。并且许多儿童已经不会使用嘉定方言。

## 源流
嘉定话的源流十分难以考证，可能起源于宋元之际。元代高德基撰写的《平江记事》中已经很容易区分出苏州话和嘉定话的差别：嘉定州去平江（苏州）一百六十里，乡音与吴城尤异，其并海去处，号“三侬之地”。证明了在元朝时期，嘉定话有比较鲜明的特征。:8

## 特点

### 语音
嘉定话有三个比较明显的特点，首先是传承和合并中古汉语时期的声母和韵母。
其次是明确区分尖团音，可区分“轻”（团音）和“清”（尖音）。但是20世纪80年代开始，嘉定话也出现了尖团合并的趋势，部分年轻人无法区分“轻”和“清”，统一读为“轻”。:8
其次是拥有入声韵母，但入声韵母已经弱化为喉塞音。
文白异读现象比较普遍，如“人”字，文读为“尘”，白读为“银”。“大”字，文读类似于普通话发音，白读为“度”。
嘉定话一共有六个声调，在古四声八调的基础上，阴上和阴去合并，阳上和阳去合并。即阴平（53）、阳平（31）、阴上（34）、阳去（13）、阴入（5）和阳入（2）。

### 词汇
嘉定话中保留了一些上古汉语词汇，如嫠，普通话作“提”，上海话做“拎”，指的是拿着一样东西。
嘉定话中也有一些特有的合成词，如疑问词àn，是阿曾的合音字，意思就是“可曾，曾否”。

### 语法
嘉定话中经常使用“头”作为后缀，跟不同的词性组合产生不同的含义。如名词组合有“脚馒头”（膝盖）、“饭碗头”（工作岗位），与动词和形容词组合则形成名词化含义，如“赚头”（利润），“老实头”（老实人），还可与量词组合作为计量单位，如“只头”、“斤头”、“听头”、“瓶头”等。
“搭”经常作为指示代词的后缀，如“迭搭”（这里）、“伊搭”（那里）、啊里搭（哪里）。
前缀方面，主要使用阿作为前缀，可以与人或者动物进行搭配，如“阿大”（老大）、“阿爹”（父亲）、“阿三”（老三）、“阿伯”（姑母）。“阿”作为前缀，起源于魏晋时期，主要在南方地区使用。
“阿”与形容词或者动词结合主要作为疑问代词，如“阿好”（好不好）、“阿去”（去不去）。
“个”（或写作“亇”）作为后缀，用法类似于标准汉语的“的”，如“聪明个”、“开心个”、“扫地个”、“开车个”。

## 举例

### 词汇

#### 时间
- 日里（白天）/ȵiɪʔ2 li34/
- 夜里（夜晚）/ja13 li34/

#### 地点
- 嘉定 /ka53 dɪɲ13/
- 马陆 /mɤ13 loʔ5/
- 徐行 /zi31 ɦɑ̃31/

#### 数字
- 一 /ʔiɪʔ5/
- 二 /ȵi13/ [註 1]
- 三 /sɛ53/
- 四 /sɿ34/
- 五 /ɦŋ13/
- 六 /loʔ2/
- 七 /tsʰɪʔ5/
- 八 /pəʔ5/
- 九 /tɕiɣ34/
- 十 /zəʔ2/ [註 2]

### 句型
- 拿上海闲话忒日语比较是瞎弄。——ne zangh heh xe wroeh theq zeq nyh pih cioh zzh haq nongh
- 看一看忒恁拼阿可以？——khoeh iq khoeh deq nrenh phin aq khuh yih？
- 勿当家勿晓得柴米贵 /vəʔ5 tɑŋ53 kɑ53 vəʔ5 ɕiɔ34 təʔ5 zɑ31 mi13 ʨy34/
- 月亮亮，买冬酿；冬酿甜，买粒盐。——/ŋəʔ2 liã13 liã13 mɑ13 toŋ 53 ȵiã 13 toŋ 53 ȵiã 13 diɪ31 mɑ13 lɪʔ2 ɦiɪ31/